# چاینا ایرلاینز

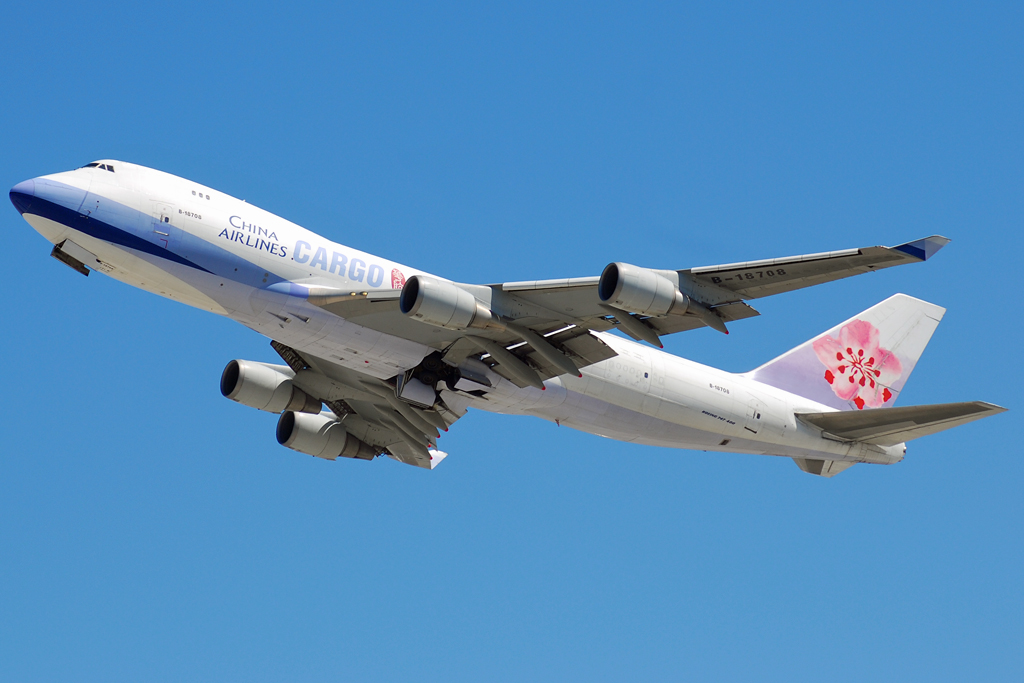
هواپیمای بوئینگ ۷۴۷ چاینا ایرلاینز، بر فراز فرودگاه لوس آنجلس

چاینا ایرلاینز (به انگلیسی: China Airlines) شرکت هواپیمایی تایوانی است، که به‌عنوان بزرگترین خطوط هواپیمایی این کشور، شناخته می‌شود و روزانه به ۱۱۲ مقصد در آسیا، اروپا، آمریکای شمالی و اقیانوسیه، پروازهای مستقیم دارد.
شرکت چاینا ایرلاینز در سال ۱۹۵۹ توسط یک افسر بازنشسته نیروی هوایی جمهوری چین (تایوان) راه‌اندازی شد. دفتر مرکزی این شرکت در شهر دایوان، تایوان قرار دارد و فرودگاه بین‌المللی تائویوان تایوان و فرودگاه بین‌المللی گاوشیونگ قطب‌های این شرکت هواپیمایی را تشکیل می‌دهند.
سهام شرکت چاینا ایرلاینز در بازار بورس تایوان معامله می‌شود و بزرگترین سهام‌دار آن، دولت تایوان بوده، که از طریق گروه چاینا ایرلاینز بر این شرکت و زیرمجموعه‌های آن، مدیریت می‌نماید. این شرکت در حال حاضر در ناوگان هوایی خود، دارای ۷۷ فروند هواپیمای جت مسافربری می‌باشد.